# Paspalum jesuiticum
Paspalum jesuiticum är en gräsart som beskrevs av Parodi. Paspalum jesuiticum ingår i släktet tvillinghirser, och familjen gräs. Inga underarter finns listade i Catalogue of Life.